# تمييز مذهبي
التمييز المذهبي هو تمييز أصحاب تيار ديني ما لأنفسهم عن باقي التيارات الأخرى التي تشاطرهم العقيدة نفسها , وغالباً ما يدعي أصحاب التيار أنهم الوحيدون الذين يمثلون عقيدتهم بالطريقة الصحيحة. السمة الجامعة للتمييز المذهبي هو الإقصاء وإلغاء الآخر من خلال التمييز لتابع (او اتباع) مذهب ما لتابع (او اتباع) مذهب اخر من نفس الدين. ولم تسلم الديانات السماوية الثلاث من بعض جماعات التمييز المذهبي.